# Consolidated P-30
Consolidated P-30 (PB-2) là một loại máy bay tiêm kích của Hoa Kỳ trong thập niên 1930. Một phiên bản cường kích cũng được chế tạo có tên gọi A-11.

## Biến thể

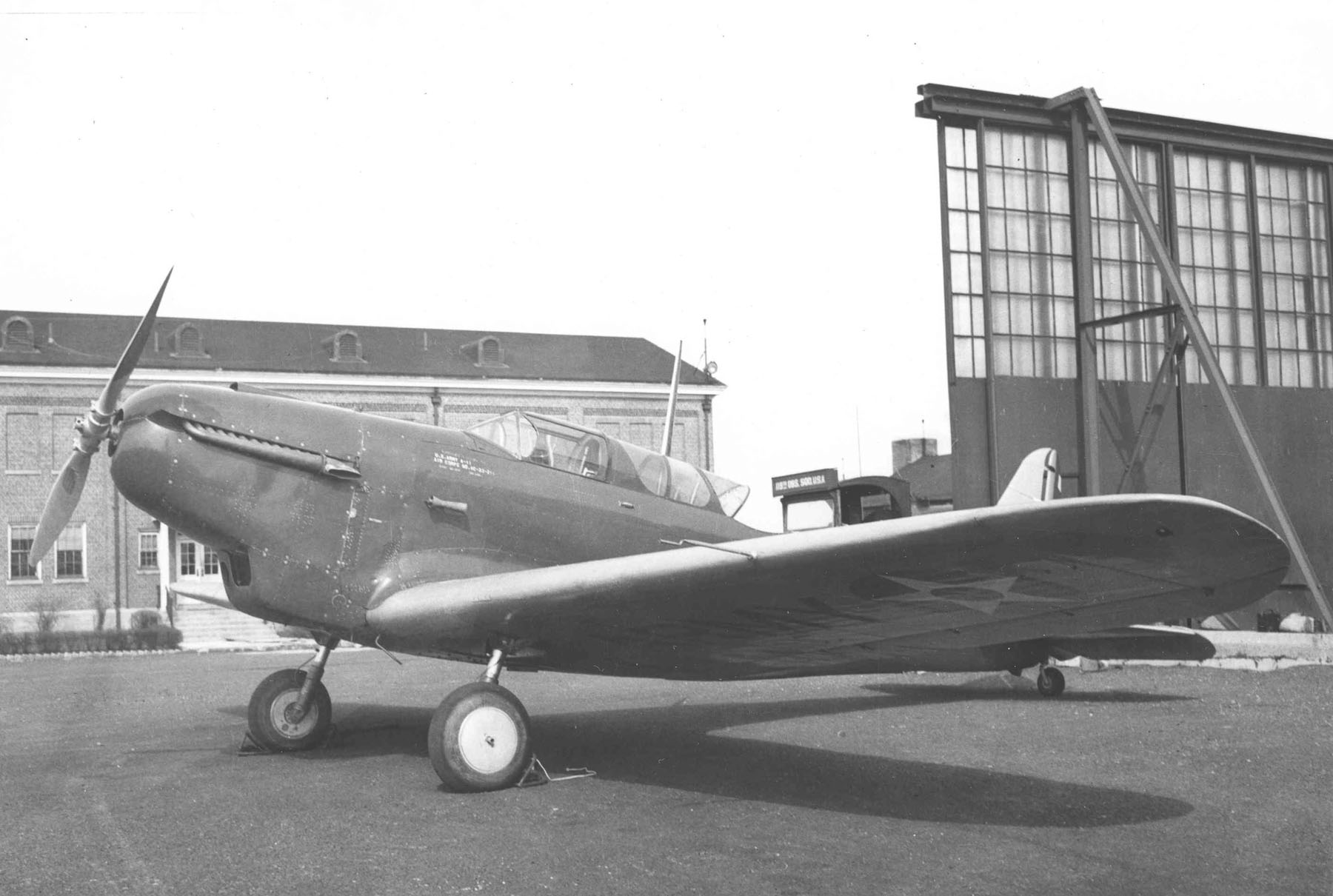
Consolidated A-11 (S/N 33-211, chiếc A-11 cuối cùng được chế tạo) - Bảo tàng Quốc gia Không quân Hoa Kỳ

Y1P-25
Y1A-11
YP-27
Y1P-28
P-30
A-11
P-30A
XP-33
XA-11A

## Tính năng kỹ chiến thuật (PB-2A)
Dữ liệu lấy từ Singular Two-Seater
Đặc điểm tổng quát
- Kíp lái: 2
- Chiều dài: 30 ft 0 in (9,14 m)
- Sải cánh: 43 ft 11 in (13,38 m)
- Chiều cao: 8 ft 3 in (2,51 m)
- Diện tích cánh: 297 ft (27,6 m)
- Trọng lượng rỗng: 4.306 lb (1.950 kg)
- Trọng lượng có tải: 5.623 lb (2.556 kg)
- Động cơ: 1 × Curtiss V-1570-61 Conqueror, 700 hp (520 kW)

 Hiệu suất bay 
- Vận tốc cực đại: 275 mph (239 knot, 443 km/h) trên độ cao 25.000 ft (7.620 m)[2]
- Vận tốc hành trình: 215 mph (187 knot, 346 km/h) trên độ cao 15.000 ft (4.600 m)
- Tầm bay: 508 mi (442 nmi, 818 km)
- Trần bay: 28.000 ft (8.530 m)
- Leo lên độ cao 15.000 ft (4.600 m): 7 phút 48 giây

Trang bị vũ khí

- Súng: 

  - 2 x Súng máy M1919 Browning 0.30 in (7,62 mm)
  - 1 x súng máy 0.30 in
- Bom: 170 lb (80 kg) bom